# Khalil Sultan
Khalil Sultan (Chagatai /en persa: خلیل سلطان‎) fue el Sultán del imperio mogol de la India desde 1405 a 1409. Era hijo de Miran Shah y nieto de Timur.
Fue conocido por su crueldad y arrogancia. Se conoce que ejecutó a 7 visires de su imperio y a más 500.000 cristianos e hindúes, implantó el islam en Afganistán y la India a través de la fuerza, y aplastó en 1408 una gran rebelión de más 300.000 personas. En 1409, ejecutó a sus 5 hermanos varones. Ese mismo año murió por cáncer de estómago. Fue reemplazado por su hermano menor, ya que ejecutó a 5 de sus herederos

## Biografía
Durante la vida de Timur, Khalil sultán se ganó el favor especial de este. Se distinguió durante la campaña en la India y en 1402 se le dio el gobierno del valle de Fergana. Con la muerte de Timur en 1405 Khalil se veía a sí mismo como su sucesor. El sucesor designado por Timur Pir Muhammad fue lanzado rápidamente a un lado, y Khalil ganó el control de Samarcanda. Khalil ganó la tesorería de Timur y otorgó el título de títeres a los Chagatai (que antes siempre había sido concedida por Timur a un descendiente de Genghis Khan para legitimar su gobierno) a un príncipe timúrida. Khalil también ganó un aliado, el Sultán Husain, que anteriormente también hizo reclamos al trono como un nieto de Timur.
Mientras tanto, Shahruj, que gobernaba en Herat, también decidió seguir sus reclamaciones. Avanzó hasta el río Oxus contra Khalil pero volvió cuando el padre de Khalil, Miran Shah, así como su hermano Abu Bakr Ibn Miran Shah, marcharon desde Azerbaiyán en su apoyo. Sin embargo, la posición de Khalil comenzó a debilitarse. Él era impopular en Samarcanda, donde la nobleza despreciaba a su esposa Shad Mulk. Esta última tuvo una influencia considerable sobre Khalil, convenciéndolo de designar personas de la llamada baja luz a altas posiciones a expensas de la nobleza. Una hambruna le llevó a ser aún más despreciado. Decidió regresar al valle de Fergana con su antiguo mentor, Khudaidad Hussain, que fue a Mogulistán (el reino del este de los kanes Chagatai) en un intento de ganarse su apoyo. Sin embargo, el historiador persa Khwandamir en lugar afirma que Khudaidad Hussain comenzó una guerra civil contra Khalil y lo llevó preso, lo entregó a él junto con su territorio al kan del este de Chagatai Shams-i-Jahan (. r 1399-1408). Shams-i-Jahan, sin embargo, ejecutó a Khudaidad Hussain por su traición a Khalil y regresó a su reino.
El reinado de Khalil en Samarcanda finalmente terminó cuando Shahruj entró en la ciudad sin oposición el 13 de mayo de 1409. Transoxiana se le dio al hijo de Shahrukh Mirza Ulugh. Khalil decidió entregarse a Shahrukh Mirza, que había capturado a Shad Mulk. Él recibió a su mujer, y fue nombrado gobernador de Ray. Murió allí en 1411. Su esposa se suicidó poco después de su muerte.